# 逊河镇
逊河镇，是中华人民共和国黑龙江省黑河市逊克县下辖的一个乡镇级行政单位。

## 行政区划
逊河镇下辖以下地区：
逊河镇社区、三合村、双河村、沾河村、大公河村、西兴村、逊河一村和逊河二村。